# Antonio Armino
Antonio Armino (Palmi, 5 novembre 1901 – Napoli, 23 ottobre 1956) è stato un politico e sindacalista italiano, uno dei protagonisti dell'antifascismo meridionale, direttore del giornale L'Azione, leader della corrente azionista della Camera generale del Lavoro, Consultore di Stato.

## L'attività politica
Si trasferì, ancora giovane, dalla Calabria a Napoli per proseguire gli studi e conseguire la laurea in legge. Nel capoluogo partenopeo entrò ben presto in contatto con gli ambienti antifascisti locali, svolgendo attività clandestina con i movimenti di Libera Italia e di Giustizia e Libertà, curando la diffusione in Calabria del periodico “L'Italia Libera” e partecipando alla fondazione del Partito d'Azione (Pd'A); attività per le quali venne più volte arrestato e imprigionato nelle galere fasciste.
A Napoli il Pd'A fu, insieme al partito comunista, la prima organizzazione ad operare nella clandestinità e la prima a ricostituirsi dopo la caduta del fascismo. Armino entrò a far parte del primo Comitato Direttivo del Partito d'Azione e fu tra i più stretti collaboratori di Pasquale Schiano, l'animatore del Centro Meridionale di via Mezzocannone 53, nato nel 1935 dalla fusione di alcuni movimenti antifascisti, tra i quali Giustizia e libertà e Libera Italia. Dopo il 25 luglio '43 e, soprattutto, dopo l'8 settembre si adoperò, anche se invano, perché le forze armate lealiste intervenissero per fronteggiare la minacciata rappresaglia tedesca o fornissero le armi necessarie ad organizzare la difesa popolare. Nelle drammatiche giornate che seguirono l'armistizio rimase a Napoli mantenendo le file e organizzando la resistenza da via Mezzocannone sino alle gloriose Quattro Giornate e alla cacciata dei tedeschi dalla città. Fu anche membro del comitato direttivo della sezione partenopea, creata per decentrare parte dell'attività politica del Centro Meridionale. La rilevanza di queste organizzazioni è resa evidente dal numero degli iscritti che superavano i 7 000 a Napoli ed erano oltre 40 000 in tutta la provincia, di importanza pari e forse superiore alle analoghe organizzazioni del PCI.
Lo stesso Francesco De Martino, massimo rappresentante della posizione socialista all'interno del Pd'A e poi più volte segretario nazionale del PSI, racconta di essere stato indotto ad aderire al Pd'A dopo un incontro avuto con Armino nell'agosto del 1943.
La parte più intensa della sua attività politica e sindacale si svolse nel biennio 1943-1945 quando, dopo la fuga del re a Brindisi e, poi, a Salerno e con il Nord ancora occupato dai tedeschi, Napoli fu la vera capitale dell'Italia liberata e del Regno del Sud.
Insieme a Pasquale Schiano e Francesco De Martino, Antonio Armino promosse numerose iniziative e manifestazioni in tutto il Mezzogiorno, nelle quali, con molta fermezza, si addebitavano alla monarchia le responsabilità storiche del fascismo e della questione meridionale. Si accusava in particolare la monarchia di aver impedito la formazione di una classe politica meridionale, e si chiedeva di porvi rimedio punendo severamente e allontanando dalla vita politica e civile tutto il vecchio personale colluso con il regime fascista e disponendo per il Paese ampie autonomie regionali e locali. In sintonia con Guido Dorso si affermava che la questione meridionale era il punto nevralgico e decisivo dell'intera questione nazionale.
Proprio ad Armino, in quanto calabrese, Pasquale Schiano delegò l'opera di organizzazione del Pd'A in Calabria. Si deve alla sua instancabile opera, unitamente a quella dei cosentini Achille Morcavallo ed Enrico Pappacoda, la nascita del Pd'A a Cosenza, dove considerevole fu la presenza azionista.
Nel convegno dei comitati provinciali, che ebbe luogo dal 18 al 20 dicembre '44 e fu promosso in vista del primo congresso dei CLN dell'Italia liberata svoltosi poi a fine gennaio '45 a Bari, presentò, insieme a Salvatore de Pascale, la relazione in base alla quale furono adottate importanti risoluzioni e, segnatamente, che “attraverso l'abdicazione del re e la rinuncia del principe, vada a capo dello Stato una reggenza rispettabile e rispettata e che un vero governo di uomini liberi, capaci e responsabili, rappresentando le varie correnti dell'opinione nazionale, sia immediatamente costituita, tenga onorevoli e fecondi contatti di cooperazione assidua e vigorosa con gli Alleati e realizzi una effettiva partecipazione di tutte le forze italiane alla guerra di liberazione contro i tedeschi; fermo restando che, appena cessate le ostilità, tale governo di puri antifascisti dovrà convocare l'assemblea costituente per consentire a tutti gli Italiani di liberamente decidere circa l'assetto costituzionale del Paese”.
Divenne direttore del giornale L'Azione, fondato per supportare l'opera del partito e divulgarne le posizioni. Il primo numero settimanale uscì il 29 marzo 1944 per divenire bisettimanale dal gennaio ‘45 raggiungendo presto oltre 12 000 copie di stampa, e poi quotidiano a partire dal 2 luglio '45 sotto la direzione di Guido Dorso.
Parimenti intransigente fu la sua posizione repubblicana e l'avversione al governo Badoglio che, nel numero del 21 aprile del 1944 de L'Azione, viene definita “la persona meno adatta per diventare, il capo, il portabandiera, il nome simbolo di un governo nuovo che vuole essere, perché così lo vuole il popolo italiano, democratico, antifascista e di unione nazionale”. Dopo la svolta di Salerno, con la quale il PCI apriva alla partecipazione all'esecutivo di unità nazionale senza pregiudiziali antimonarchiche, Armino si schierò risolutamente con l'ala più intransigente del partito contraria ad ogni partecipazione al governo Badoglio.
Nell'editoriale, riferibile perciò alla penna del direttore, L'Azione del 5 aprile 1944, pur polemizzando con Togliatti e riaffermando i principi fino ad allora seguiti, si apriva alla collaborazione ma con precise garanzie fissate nell'allontanamento del re dall'esercizio del potere e nella categorica esclusione da ogni incarico governativo degli uomini compromessi con il regime fascista. L'articolo, in conclusione, affermava: “il Pd'A rivendica con orgoglio la netta intransigenza che caratterizzò il suo agire … Può darsi che oggi questa linea d'azione abbia toccato i margini della sua efficacia e che la voce di collaborazione levata da Palmiro Togliatti risponda ad una nota giusta. I fatti ce lo diranno presto”.
Essendo, tuttavia, infine prevalso nel Pd'A l'assenso al governo Badoglio, L'Azione dovette, sia pure con scarsa convinzione, intervenire per illustrare le ragioni della scelta, come nel numero del 29 aprile 1944: “mancheremmo di lealtà verso noi stessi se dicessimo che il Partito d'Azione ha motivo di compiacersi del modo con cui la crisi governativa è stata faticosamente superata. La verità è ben diversa. Si tratta di una soluzione che il Pd'A ha subito per scrupolo di disciplina unitaria antifascista”. 
Nominato, insieme a Dino Gentili, responsabile della politica sindacale del partito, si adoperò per l'unità di tutti i lavoratori e delle leghe che aderivano alla Camera del Lavoro.

## L'attività sindacale
Armino fu uno dei protagonisti, insieme ai comunisti Enrico Russo, Vincenzo Iorio e Vincenzo Gallo, ai socialisti Vincenzo Bosso e Nicola Di Bartolomeo e all'altro azionista Dino Gentili, della rinascita del sindacato nel novembre del 1943, pochi mesi dopo la liberazione di Napoli, partecipando alla rifondazione della Camera del Lavoro e del Segretariato Meridionale della CGL, a partire dalle leghe di mestiere per affermare il carattere autonomo del sindacato che nasce dal basso. Questa rappresentò la prima esperienza di sindacato in Italia dopo il ventennio fascista. Nel comitato direttivo a sei membri vi entrò a far parte. Condivise perciò il merito di aver riorganizzato, nell'Italia liberata e in condizioni di estrema difficoltà, le organizzazioni operaie anticipando molte delle acquisizioni del sindacalismo più maturo.
A fine gennaio 1944 a Bari, dove si trovava per partecipare al congresso dei CLN, si oppose al tentativo in corso in una parallela assise sindacale di liquidare l'esperienza sindacale napoletana. Il 2 febbraio 1944 firmò il comunicato, insieme al democristiano Domenico Colasanto e a Di Bartolomeo, nel quale si accusava il convegno pugliese di “assumere decisioni contrastanti con le intese già raggiunte e con l'unità sindacale”, non consentendo l'intervento dei maggiori esponenti sindacali e senza la verifica dei poteri dei partecipanti; proprio Armino infatti, per il Partito d'Azione, aveva in precedenza, nella sede della Giunta Esecutiva Permanente dell'Italia Liberata in via Imbriani 53 a Napoli, raggiunto un accordo con gli operatori democristiani, socialisti, repubblicani e comunisti in vista del congresso di Salerno per l'unità sindacale nella CGL.
Il congresso sindacale di Salerno del 18, 19 e 20 febbraio 1944 - primo congresso per l'Italia liberata della Confederazione generale del Lavoro - fu preceduto e preparato da un convegno che si svolse a Torre Annunziata nei giorni 5 e 6 febbraio. Dalla presidenza del convegno Armino espose la situazione che si era venuta a creare con la confederazione sindacale nata a Bari, consentendo ai rappresentanti comunisti presenti all'assise di confutare la posizione assunta dal loro partito nel capoluogo pugliese. Nella relazione sui risultati del Congresso del CLN, in dissenso con le posizioni meno realiste di Enrico Russo, invitò i lavoratori a non commettere l'errore di prescindere dalla situazione politica del momento. Nelle conclusioni esortò a sostenere i deliberati del CLN per motivi di disciplina e per spirito di cooperazione, sferrando nel contempo un violentissimo attacco alla monarchia che andava eliminata alla pari del fascismo.
A Salerno, dove venne riaffermata la natura del sindacato libero, unitario e ispirato alla lotta di classe, risultò tra i sette membri eletti, a scrutinio segreto, del consiglio direttivo della CGL.
Infaticabile organizzatore, operò per il rilancio della organizzazione sindacale in tutto il Mezzogiorno. Si ha notizia, ad esempio, della sua presenza alla costituzione della Camera del Lavoro di Baia (Bacoli), dove aveva sede un grande silurificio.
L'azione sindacale di Armino era improntata, rispetto alle tendenze azioniste presenti nel Nord Italia, a una maggiore intransigenza e radicalità e ad una visione classista e socialista che gli consentì di collaborare attivamente con il gruppo di comunisti rivoluzionari che faceva capo a Enrico Russo. Totale sintonia era con quest'ultimo sul principio che la socializzazione dovesse avvenire senza indennizzo alcuno per i capitalisti, responsabili del fascismo e delle rovine d'Italia. Si concordava poi sulla necessità della unità sindacale e sulla totale indipendenza dai partiti politici.
Per queste ragioni di coerenza si oppose al Patto di Roma del 3 giugno del 1944, voluto da Togliatti anche per escludere gli azionisti che rappresentavano un pericoloso concorrente a sinistra. È del 9 giugno 1944 l'ordine del giorno del direttivo CGL con il quale Armino, insieme a Bosso, Dino Gentili, Iorio, Gallo, Russo e Sciucca, “dichiara di non poter riconoscere alcuna nomina che non sia fatta per espressa volontà delle masse lavoratrici” e “delibera di stabilire al più presto contatti con i lavoratori di Roma ed, oltre Roma, tutta l'Italia e di estendere così il lavoro a tutta l'Italia liberata”. I dirigenti della CGL rossa giudicarono il patto una pura operazione di vertice esaltando la fedeltà alla causa dei lavoratori.
Nell'assemblea che si tenne a Napoli il 28 giugno 1944, in preparazione del Congresso meridionale di Cosenza, Armino difese con intransigenza la posizione della CGL “giacché l'organizzazione meridionale risponde ai principi democratici mentre quella di Roma riproduce gli schemi fascisti di investitura dall'alto”, riaffermando i temi della libertà sindacale e dell'autonomia della lotta sindacale dai partiti. Sempre ispirandosi alla lotta di classe, principio che “non è stato mai tradito, ma è stato salvaguardato e difeso costantemente” per rispetto della libera scelta dei lavoratori al congresso di Salerno, Armino si schierò contro il parere dell'esecutivo nazionale del suo partito e in netta opposizione con Oronzo Reale che riteneva opportuno battersi per il quarto posto in CGIL dopo comunisti, socialisti e democristiani.
Al convegno di Cosenza del 4, 5 e 6 agosto del 1944 fu tra i primi firmatari – con Emilio Lussu, Guido Dorso, Francesco De Martino, Guido Calogero, Aldo Garosci e altri – del terzo ordine del giorno nel quale si definiva il Pd'A “un movimento socialista, antitotalitario, autonomista e liberale, che intende realizzare il socialismo nella libertà e nello Stato in funzione permanente di libertà”. Questo ordine del giorno prevalse in particolare su quello, assai meno incisivo e centrista, a firma, tra gli altri, di Ugo La Malfa, Manlio Rossi Doria, Oronzo Reale, Riccardo Bauer, Bruno Visentini, Adolfo Omodeo.
Armino tenne al congresso il 6 di agosto la relazione sindacale, centrata sull'unità di tutte le sinistre, l'autonomia del movimento sindacale dai partiti politici e la polemica con il patto di Roma: “Noi siamo stati i primi e più tenaci assertori dell'unità sindacale, ma esigiamo, in nome della libertà e della democrazia, che il movimento sindacale prenda le mosse dal basso e non sia imposto per esclusivo gioco politico dall'alto”. La relazione, assai appassionata, fu spesso interrotta da applausi e ottenne l'unanime consenso dei delegati.
Il comizio della domenica mattina fu tenuto da Emilio Lussu e da Armino, i veri protagonisti dell'assise.
Quando nell'agosto del 1944 la Camera del Lavoro di Napoli dovette tuttavia capitolare, Armino costituì - con Pierleoni, Bonelli e Iorio - il Comitato della Sinistra Sindacale con il compito di confluire nella CGIL per lottare dall'interno per la difesa dei principi della lotta di classe, dell'unità sindacale e della democrazia interna. Il comitato, contrariamente agli enunciati diritti delle minoranze, non poté però operare e da lì a poco si sciolse.

## Le ultime battaglie
Nel settembre del 1945 fu chiamato dal Partito d'Azione a rappresentare la Calabria alla Consulta, primo libero Parlamento post-fascista, istituita dal governo di Ferruccio Parri con lo scopo di svolgere le funzioni di Camera dei deputati in attesa di indire regolari elezioni politiche. Assegnato alla Commissione del Lavoro e della Previdenza sociale dal 1º ottobre 1945, sono sue le interrogazioni volte a sollecitare provvedimenti a favore delle industrie meridionali.
Dopo la scissione dell'ala destra del Pd'A al Congresso Nazionale del 1946 che indebolì gravemente anche l'organizzazione napoletana, Armino affrontò, con Alberto Cianca, Pasquale Schiano e Francesco De Martino, la battaglia del referendum istituzionale e per l'elezione dei rappresentanti alla Costituente che segnò la fine del partito con la netta vittoria, a Napoli, della monarchia e l'assai deludente risultato elettorale, appena l'1,2% dei voti.
Nella CGIL fu segretario nazionale della federazione dei minatori sino al 1956 quando divenne commissario straordinario a Napoli per l'"Unione Italiana del Lavoro" (UIL), provvedendo al rilancio di quella organizzazione se non alla vera e propria costituzione dei quel sindacato nella città partenopea.
Il 2 giugno 1956 il Presidente della Repubblica Giovanni Gronchi gli conferiva, in considerazione di particolari benemerenze, l'onorificenza di Cavaliere.
Da lì a poco, di ritorno da un viaggio in Danimarca dove aveva contratto una grave malattia infettiva, moriva in seguito a collasso cardiaco segnando un grave lutto per l'antifascismo e il sindacalismo italiano. Le sue spoglie sono custodite nelle cappella di famiglia nel cimitero di Melicuccà (RC).